# Cârligu Mare
Cârligu Mare – wieś w Rumunii, w okręgu Buzău, w gminie Glodeanu-Siliștea. W 2011 roku liczyła 363 mieszkańców.